# Halina Poświatowska
Halina Poświatowska (Częstochowa, 9 mei 1935 – Warschau, 11 oktober 1967) was een Pools dichteres en schrijfster. Ze schreef over de liefde, de dood en over de kwetsbaarheid van het menselijke lichaam. Zelf leed ze aan een ongeneeslijke hartziekte waardoor ze een groot deel van haar volwassen leven in ziekenhuizen verbleef.

## Biografie
Toen haar ouders aangifte van haar geboorte deden, werd haar naam verkeerd genoteerd door de dienstdoende priester. Hij had Helena in plaats van Halina opgeschreven, omdat de naam Halina niet voorkomt in de officiële lijst met heiligen. Ze zou haar naam pas officieel in Halina laten wijzigen in 1961.
Tijdens de Tweede Wereldoorlog veranderde haar leven ingrijpend. Haar thuisstad Częstochowa was door Duitse troepen bezet, en vanaf eind 1944 in een constante staat van beleg. In de laatste dagen voor de bevrijding moest zij zich met haar familie in een koude, vochtige kelder schuilhouden. Dit zou een blijvend effect op haar gezondheid hebben. Ze liep angina pectoris en een streptokokkeninfectie op. De streptokokkenbacteriën veroorzaakten bovendien artritis en een hartziekte, waarvan ze de rest van haar leven last bleef houden.
De hartziekte was in die tijd ongeneeslijk, waardoor ze een groot deel van haar verdere leven in ziekenhuizen en sanatoria doorbracht. Daar ontmoette ze haar toekomstige man, Adolf Ryszard Poświatowski, die ook leed aan een hartziekte. Hij was schilder en student aan de Filmacademie in Łódź. Ze trouwden in 1954, maar na twee jaar overleed hij, waarna zij plots op de leeftijd van 21 jaar weduwe was geworden.
Rond dezelfde tijd begon Poświatowska’s professionele literaire carrière op gang te komen. In 1956 debuteerde ze met een publicatie van haar gedichten in een regionale krant. Een jaar later werd haar eerste dichtbundel uitgegeven, die Hymn bałwochwalczy heet.
Toen ze in 1958 naar de Verenigde Staten afreisde voor een ingewikkelde hartoperatie, zag ze haar kans schoon. In plaats van direct naar Polen terug te keren, vroeg ze -zonder de Poolse douane daarover in te lichten- een studiebeurs aan het prestigieuze Smith College in Northampton aan, die werd toegekend, ondanks dat haar Engels nog onvoldoende werd geacht. Ze studeerde binnen drie jaar af, keerde terug naar Polen, waar ze haar studie in Krakau voortzette.
In 1967 werd een hartoperatie in Warschau haar fataal. Ze is in Częstochowa begraven, bij haar man.

## Poëzie
De belangrijkste thema’s in haar gedichten zijn de liefde, de dood en het lichaam. Ook schreef ze over vrouwelijkheid en haar vrouwelijke heldinnen. In haar poëzie bestudeert ze de menselijke natuur vanuit het perspectief van een vrouw die naar de liefde verlangt, en zich tegelijkertijd nadrukkelijk bewust is van haar sterfelijkheid.
Door sommige critici is haar werk als sentimenteel weggezet, maar gaandeweg, zeker na haar dood, werd de intellectuele en filosofische diepgang van haar gedichten erkend.
In het Nederlands zijn enkele van haar gedichten door Karol Lesman vertaald in de bundel Heb medelijden, tijd. Poolse poëzie van de twintigste eeuw (2003).
- Bibsys: 90944204
- Bibliothèque nationale de France: cb121027768 (data)
- CiNii: DA06324049
- Gemeinsame Normdatei: 118981498
- International Standard Name Identifier: 0000 0000 8110 9331
- Library of Congress Control Number: n85068177
- Nationale Bibliotheek van Tsjechië: jn20040427013
- Nationale Bibliotheek van Israël: 987007266598305171
- Nationale en Universitaire bibliotheek Zagreb: 000456059
- Nederlandse Thesaurus van Auteursnamen: 075082497
- Réseau des bibliothèques de Suisse occidentale: 02-A003709323
- Istituto Centrale per il Catalogo Unico: RAVV261793
- Système universitaire de documentation: 029390192
- Virtual International Authority File: 32026044
- WorldCat: E39PBJkxMQB3qRwJptxmjGyyBP